# Munajärvet
Munajärvet är varandra näraliggande sjöar i Kiruna kommun i Lappland som ingår i Torneälvens huvudavrinningsområde.
- Munajärvet (Jukkasjärvi socken, Lappland, 753195-176758), sjö i Kiruna kommun, 67°45′33″N 22°09′12″Ö / 67.7591°N 22.1532°Ö (24,1 ha)
- Munajärvet (Jukkasjärvi socken, Lappland, 753236-176737), sjö i Kiruna kommun, 67°45′39″N 22°08′22″Ö / 67.7607°N 22.1394°Ö (5,62 ha)